# گائو زیومین (ورزشکار)
گائو زیومین (انگلیسی: Gao Xiumin؛ زادهٔ ۲۱ اوت ۱۹۶۳) بازیکن هندبال اهل چین بود.